# Associazione Sportiva Giana Erminio
A Associazione Sportiva Giana Erminio s.r.l. (tambem conhecida como Giana Erminio, Erminio Giana o mais simplesmente como Giana) é um Clube de futebol da italia com sede na cidade de Gorgonzola. Atualmente dispulta a Lega Pro 2014-2015, terceira divisão do campeonato italiano de futebol. 
A equipe utiliza como casa o Stadio comunale Città di Gorgonzola, mas na temporada 2014-2015 o clube manda seus jogos no Stadio Brianteo di Monza até o termino da reforma do Stadio Comunale di Gorgonzola.